# Championnat d'Italie de combiné nordique 2006
Le championnat d'Italie de combiné nordique 2006 s'est tenu le 3 août 2006 à Predazzo, au Trampolino dal Ben pour le Gundersen. Le sprint a eu lieu à Pragelato le 23 août 2006.

## Résultats du Gundersen
| Rang | Athlète            |
| ---- | ------------------ |
| 1    | Jochen Strobl      |
| 2    | Giuseppe Michielli |
| 3    | Daniele Munari     |
| 4    | Davide Bresadola   |
| 5    | Alessandro Pittin  |
| 6    | Armin Bauer        |
| 7    | Felix Peselj       |
| 8    | Gennaro Ciotola    |
| 9    | Michele Giuliani   |
| 10   | Massimiliano Baù   |

## Résultats du sprint
| Rang | Athlète            |
| ---- | ------------------ |
| 1    | Giuseppe Michielli |
| 2    | Daniele Munari     |
| 3    | Jochen Strobl      |